# Octoglossa femoralis
Octoglossa femoralis is een keversoort uit de familie Ptilodactylidae. De wetenschappelijke naam van de soort is voor het eerst geldig gepubliceerd in 1843 door Guérin-Ménéville.